# Lindera pilosa
Lindera pilosa är en lagerväxtart som beskrevs av Kostermans. Lindera pilosa ingår i släktet Lindera och familjen lagerväxter. Inga underarter finns listade i Catalogue of Life.